# 4922 Leshin
4922 Leshin este un asteroid din centura principală, descoperit pe 2 martie 1981 de Schelte Bus.